# Великий Двір (присілок, Бокситогорський район)
Великий Двір (рос. Великий Двор) — присілок Бокситогорського району Ленінградської області Росії. Входить до складу Великодвірського сільського поселення.
Населення — 27 осіб (2012 рік).